# Баба Тонка (област Търговище)
Ба̀ба То̀нка е село в Североизточна България. То се намира в община Попово, област Търговище.

## География
Селото е разположено в източната част на Дунавската хълмиста равнина на 360 м надморска височина.
Общият изглед, гледан отдалеч, е хълмисто – равнинен. Спрямо Попово то отстои на 15 км в южна посока. През него преминава асфалтов път от град Попово за град Антоново. Черни пътища го свързват със селата Горица и Берковски. През средата на селото тече Керхана дере. Землището му граничи с тези на селата: Славяново, Звезда, Берковски, Бракница и Горица. Образувано е от следните махали: Тиховската махала, Щурската махала и Циганската махала.

## Кратка историческа справка
Селото се казвало Каравеллер, по името на основателя му Кара Вели, живял там най-вероятно през 30-те години на 16 век. По предание най-ранното поселение се намирало в местността Торсуна, но жителите му поради незнайни причини били принудени да го изместят.
За пръв път името на селото като Хадър Кара Вели се среща в официален документ от 1573 г. На две места в селото има останки от стари турски гробища – Горните и Долните турски гробища.
Преди Освобождението населението на селото било турско. През 60-те години на 19 век в селото са заселени черкези и татари. Единственият българин, който живеел тогава в селото се казвал Цвятко и бил сапунджия. След Освобождението турското население напуснало постепенно селото, продавайки и имотите си и заминало за Турция.
Първите нови заселници – българи – балканджии дошли в селото през 1879 г. – дядо Стоян Топала от село Тантури, Еленско, и дядо Койо от Щурските колиби, Еленско. След тях дошли и дядо Гено и Стоян Велев от колиби Продановци, Еленско.
Масовото заселване на селото станало през 1884 г. отново от Еленския Балкан. Насам тръгват семейства от селата Тантури и Златарица, а по-късно от Илаков рът, Средни колиби, Шейтани, Баждари, Топузи, Дренчене и махалите Калуците, Пацърите, колибите Продановци и др. Общо около 45 семейства.
След Съединението и по време на Сръбско-българската война в селото пристигат и са съхранеи серия организационни писма от разградския окръжен управител.
През 30-те години тук се заселват и няколко семейства от Кюстендилските селата Ваксево, Трекляно и Габрешевци, както и от село Мусул, Босилеградско.
След 1944 г. се заселили и три семейства от Кърджалийско.
През 1886 г. селото става чисто българско, с население от балканджии, прехранващо се от земеделие и по-малко от животновъдство.
От 1883 до 1934 г. селото получава статут на селска община, в състава, на която влизат селата Берковски, Бракница, Горица, Иванча и Манастирица.
Първоначално българското училище се помещавало на мястото на турското в двора на джамията, която с идването на балканджиите била превърната в църква, но днес не съществува. По-късно е било построено ново малко училище, но с недостатъчно място за учениците. През 1932 г. било построено последното училище, което започва да носи името „Св. св. Кирил и Методий“ и което отдавна е закрито, поради миграцията на населението към градовете.
През 1926 г. в селото е основано и читалище „Просвета“, което днес не функционира, с изключение на неговата библиотека.
Новият църковен храм „Св. Рождество на Пресвета Богородица“ започва да се строи през 1940 г.
През 1934 г. правителството с Министерска заповед заменя старите турскоезични имена с български и селото е преименувано на името на революционерката Баба Тонка.
Най-старите родове на българските заселници в селото били: Балуците, Даутите, Драмалийски, Дренските, Калуците, Котаците, Кутреци, Пацъри, Пеевци, Проданите, Руховци, Тиховци, Топалите, Топузи, Фърльовци, Шейтаните, Щурците, Гроздарите и др.
Днес повечето от жителите на селото са в напреднала пенсионна възраст. Земите му от 2007 г. се обработват от частни арендатори. Единственият поминък, чрез който населението преживява, е събирането на билки, гъби и дребно животновъдство.
Чистият въздух, полупланинското местоположение, спокойствието и липсата на каквато и да е промишленост правят селото много подходящо за почивка сред природата.

## Религии
- Християнска (източноправославна);

## Обществени институции
- Кметско наместничество;
- Библиотека, филиал на Поповското народно читалище;
- Църква;

## Културни и природни забележителности
- В землището на селото са запазени следите на антични селища и могилен некропол;
- В селото има запазени старинни къщи с интересна архитектура;
- Църковен храм „Свето Рождество на Пресвета Богородица“ от 1940 г.
- Каменен бюст – паметник на Баба Тонка, намиращ се в парка в центъра на селото;
- Паметник, посветен на загиналите във войните жители на селото, открит на 23 септември 2006 г.

## Редовни събития
- Събор на селото – 25 септември;
- Курбан на Петдесетница за добруването на селото. Извършва се в местността Черковището в старите турски гробища;

## Личности
- Кирил Рачев Михайлов – автор на първата история на селото „История на село Баба Тонка и читалище „Просвета“, от 1976 г.;

## Други
- Селото вече има нова, допълнена и осъвременена писана история „Село Баба Тонка“, от лятото на 2007 г. с автор Пламен Събев от град Попово, издадена от книгоиздателство „Зограф“ – град Варна.